# Elaphria orina
Elaphria orina là một loài bướm đêm trong họ Noctuidae.